# 黑氏銼甲鯰
黑氏銼甲鯰，為輻鰭魚綱鯰形目甲鯰科的其中一種，為熱帶淡水魚，分布於南美洲亞馬遜河及托坎廷斯河流域，體長可達13.7-15公分，棲息在底層水域，生活習性不明。

## 扩展阅读
維基物種上的相關：黑氏銼甲鯰